# Томас Гакл Веллер
Томас Гакл Веллер (англ. Thomas Huckle Weller; 15 червня 1915 — 23 серпня 2008) — американський вірусолог. Він, Джон Франклін Ендерс і Фредерік Чапмен Роббінс нагороджені Нобелівською премією з фізіології або медицини в 1954 році за роботу, яка показала можливості вирощування вірусу поліомієліту (поліовірусу) в пробірці.

## Біографія
Веллер народився і виріс в Енн-Арбор, Мічиган. Навчався в Мічиганському університеті, де його батько Карл Вернон Веллер був професором у відділенні патології. Він навчався медичної зоології та здобув ступінь бакалавра. У 1936 році Веллер вступив до Гарвардської вищої медичної школи, а в 1939 році почав працювати з Джоном Франкліном Ендерсом, з яким він пізніше та разом з Фредеріком Чапменом Роббінсом отримав Нобелівську премію. Ендерс та Веллер, що брали участь у дослідженні вірусів у тканині задля визначення причини інфекційних хвороб. У 1940 році влаштувався на роботу в дитячу лікарню в Бостоні. У 1942 році, в середині другої світової війни, він вступив у медичний корпус армії і перебував у медичній лабораторії на Антильських островах в Пуерто-Рико. Отримавши звання майора, він очолив департамент з об'єктів бактеріології, вірусології та паразитології. Після війни Веллер повернувся до дитячої лікарні в Бостоні, і саме там в 1947 році, почав роботу з Ендерсом у нещодавно створеному відділі з дослідження інфекційних захворювань. Він був призначений на декілька керівних посад у 1954 р. Зокрема у липні 1954 року він був призначений завідувачем відділу Гарвардської школи суспільної охорони здоров'я. Веллер також служив у 1953–1959 директором комісії з паразитарних хвороб епідеміологічної ради Американських Збройних сил.
На додаток до його досліджень з проблем поліомієліту, за які він отримав Нобелівську премію, Веллер також зробив внесок у лікування шистосомозів, ентеровірусних інфекцій, які спричинюють представники роду Ентеровірус — віруси Коксакі. Він вперше ізолював віруси, що породжують простий герпес і вітряну віспу.
У 1945 році Веллер одружився з Кетлін Фейгі. У них було двоє синів і дві доньки.

## Дослідження
Основними об'єктами наукових досліджень Веллера були гельмінти людини і віруси. Його наукові праці присвячені нематоді Trichinella spiralis та церкаріям трематод, що спричинюють шистосомози у людини. Також він зробив внесок у методи культивування шистосом in vitro, змінив методи виявлення і підрахунку яєць цих гельмінтів.
У своїх вірусологічних дослідженнях вітряної віспи та оперізувального герпесу вперше довів, що ці захворювання породжують віруси, також розробив діагностичні тести для обох цих захворювань. У 1955 році він виділив цитомегаловірус, який спричинює цитомегаловірусну інфекцію у новонароджених і, вивчаючи протягом п'яти років цю хворобу, він зміг показати, що людський плід, коли він перебуває в матці, особливо чутливий до цих вірусів і що, якщо плід виживає після нападу на нього, дитина часто народжується з серйозним ушкодженням мозку, яке спричиняє розумову відсталість і церебральний параліч. Подальша робота Веллера включала вивчення вірусів Коксакі як причини епідемії епідемічної міалгії (плевродинії), особливості культивування Toxoplasma gondii в культурі тканин.
Його зображення є на поштовій марці Південно-Африканської республіки (1992).